# Turks referendum over grondwetswijzigingen 2017
In Turkije werd op zondag 16 april 2017 een referendum gehouden over een aantal wijzigingen in de grondwet.

## Achtergrond
De kiezers kunnen tijdens dit referendum al dan niet hun goedkeuring geven aan een reeks van 18 voorgestelde grondwetswijzigingen, aangebracht door de regerende Partij voor Rechtvaardigheid en Ontwikkeling (AKP) en de Partij van de Nationalistische Beweging (MHP). In geval van goedkeuring verdwijnt het ambt van premier, en wordt het bestaande parlementair systeem vervangen door een presidentieel systeem. Het aantal zetels in het parlement wordt dan opgetrokken van 550 naar 600. De president krijgt ook meer controle over de benoemingen in het Hooggerechtshof.
Een presidentieel regime is reeds lang de politieke wens van huidig president Recep Tayyip Erdoğan. In oktober 2016 zei de  Partij van de Nationalistische Beweging (MHP) haar steun toe aan het voornemen, zodat een parlementaire meerderheid gevonden werd die in januari 2017 in recordtempo het voorstel goedkeurde.
Het ja-kamp (in het Turks “Evet”) stelde dat de grondwetswijziging noodzakelijk was voor een sterk en stabiel Turkije, omdat een sterk presidentieel regime een einde kon maken aan de onstabiele coalitieregeringen die tussen 1960 en 2002 de Turkse politiek hadden bepaald. Het nee-kamp (in het Turks “Hayır”) is van oordeel dat door de voorstellen te veel macht geconcentreerd wordt in handen van de president, waarbij in de praktijk een einde komt aan de scheiding der machten, en de wetgevende bevoegdheden van het parlement worden beknot. Dat was ook het oordeel van de Commissie van Venetië, een adviesorgaan van de Raad van Europa.
Van beide zijden kwam het voorafgaand aan het referendum tot hoogoplopende woordenwisselingen, waarbij president Erdogan de 'nee'-stemmers “terroristen” noemde.

## Campagne

### Angstklimaat
Het referendum wordt gehouden tijdens een noodtoestand, die was uitgeroepen als gevolg van de mislukte militaire coup in juli 2016.
Critici wijzen op tal van incidenten waarbij het nee-kamp het slachtoffer was van intimidatie, al dan niet met geweld, en vanwege de officiële politie dan wel pro-Erdogan militanten. Politieke leiders van het nee-kamp zoals voormalige MHP-leden Meral Akşener, Ümit Özdağ en Yusuf Halaçoğlu kregen te maken met geweld en campagnebeperkingen.
Het ja-kamp daarentegen kon genieten van de steun van het Turkse staatsapparaat in binnen- en buitenland.

### Diplomatieke verwikkelingen
Hoewel het Turkse partijen wettelijk verboden is in het buitenland campagne te voeren, werden Turken in Europa opgeroepen voor bijeenkomsten met Turkse politici. Dat leidde met name in Nederland tot diplomatieke incidenten. Maar ook in Denemarken, Zwitserland, Duitsland en in België kwam het tot aanvaringen met de politieke overheid, die meermaals geen toestemming gaf tot politieke bijeenkomsten, opgezet door de Turkse overheid. In het algemeen leidde de animositeit tot een verslechtering van de betrekkingen tussen Turkije en de Europese Unie.

## Uitslag en gevolgen
Nog voor alle stemmen geteld waren, meldde het staatspersbureau Anadolu dat 'Ja' had gewonnen. Volgens voorlopige uitslagen op 17 april zou iets meer dan 51 percent 'Ja' hebben gestemd.
|                                                     | Aantal     | Percentage |
| --------------------------------------------------- | ---------- | ---------- |
| Stemgerechtigden                                    | 58.291.898 | 100,00%    |
| Opkomst                                             | 49.798.855 | 85,43%     |
| Van de uitgebrachte stemmen                         |            |            |
| Geldige stemmen                                     | 48.936.604 | 98,27%     |
| Ongeldige stemmen                                   | 862.251    | 1,73%      |
| Van de geldige stemmen was de uitkomst              |            |            |
| Voorstanders                                        | 25.157.463 | 51,41%     |
| Tegenstanders                                       | 23.779.141 | 48,59%     |
| Bron: - Turkse Kiescommissie (YSK - www.ysk.gov.tr) |            |            |

### Polarisatie
Een zo kleine marge wijst op een sterk verdeeld land: in de plattelandsprovincies van Anatolië werd overwegend voor de grondwetswijziging gestemd, terwijl de grote steden Istanboel, Ankara en İzmir en de Middellandse Zeekust tegen stemden.
In de Koerdische regio werd weliswaar overwegend 'Nee' gestemd, maar lag het aantal 'Ja'-stemmers toch hoger dan verwacht kon worden op grond van vorige verkiezingen.
Ook de Turken in Europa stemden verdeeld: in Duitsland, Nederland en vooral België overwegend 'Ja'; in Spanje, Groot-Brittannië, Italië en Zwitserland in meerderheid 'Nee'.
In Istanboel kwam het tot demonstraties: betogers sloegen op potten en pannen na het bekendmaken van de eerste uitslagen.

### Onregelmatigheden
Zoals te verwachten bij een klein stemmenverschil, werd ook deze uitslag aangevochten. Ondanks een klacht van de Republikeinse Volkspartij (CHP), die een hertelling van 60 percent van de uitgebrachte stemmen eiste, besliste de kiescommissie dat 1,5 miljoen niet-gestempelde stembiljetten toch geldig zouden zijn. Een opmerkelijk besluit, dat indruist tegen de grondwet. Bij eerdere verkiezingen werden ongestempelde stembiljetten niet meegeteld.

### Reacties
In eigen land sloeg president Erdogan een verzoenende toon aan. Europees Commissievoorzitter Juncker, hoge buitenlandvertegenwoordiger Mogherini en commissaris voor Uitbreidingsonderhandelingen J. Hahn drongen aan op het zoeken naar consensus. De Raad van Europa maande Turkije tot voorzichtigheid. In België gingen stemmen op om de dubbele nationaliteit af te schaffen.

### Gevolgen
Turkije stapt over van een parlementair stelsel naar een presidentieel systeem. Hierdoor komt de uitvoerende macht alleen bij de president te liggen, en kan de regering zonder goedkeuring van het parlement regeren.
De wetgevende macht komt ook deels in handen van de president. De president kan per decreet regeren.
Voor de wijziging gold dat als het parlement een wet aannam, de president deze slechts één keer kon terugsturen. Ná de wijziging kan het veto van de president alleen worden omzeild door een absolute meerderheid van het parlement, waardoor het parlement in slagkracht afneemt en de president wetgeving kan traineren. Ondertussen kan de president decreten tekenen die in praktijk dezelfde status als wetten hebben.
De wijzigingen gaan van kracht vanaf de eerstvolgende nationale verkiezingen.
Parlement: 1946 · 1950 · 1954 · 1957 · 1961 · 1965 · 1969 · 1973 · 1977 · 1983 · 1987 · 1991 · 1995 · 1999 · 2002 · 2007 · 2011 · 2015 (jun) · 2015 (nov) · 2018 · 2023

President: 1923 · 1927 · 1931 · 1935 · 1938 · 1939 · 1943 · 1946 · 1950 · 1954 · 1957 · 1961 · 1966 · 1973 · 1982 · 1989 · 1993 · 2000 · 2007 · 2014 · 2018 · 2023

Lokaal: 1930 · 1946 · 1950 · 1955 · 1963 · 1968 · 1973 · 1977 · 1984 · 1989 · 1994 · 1999 · 2004 · 2009 · 2014 · 2019 · 2024

Referendum: 1961 · 1982 · 1987 · 1988 · 2007 · 2010 · 2017